# 気のいいあひる
「気のいいあひる」（きのいいあひる）は、NHKの歌番組『みんなのうた』で放送された楽曲。
原曲はボヘミア民謡の「Dobromysla husicka」。体の大きかったアヒルが急流の川で溺れ死ぬのを恐れて川辺で暮らしていたら、小柄な体に退化して、最後は人間に捕まって豚小屋送りになるという内容。
『みんなのうた』において訳詞は高木義夫（1967年版には雨宮すみ江もクレジットされている。）となっており、歌手は2バージョン、映像は3バージョンある。まず1962年6月 - 7月にボニージャックスが歌唱し、久里洋二が製作したアニメで放送、その5年後の1967年6月 - 7月には歌唱をダークダックスに変更、横山隆一主催の「おとぎプロダクション」製作によるアニメで放送し、そして4年後の1971年4月 - 5月にはダーク歌唱はそのままで、加藤晃作成による「ペープサート」という人形劇で放送された。
「みんなのうた発掘プロジェクト」により1971年版の映像が提供され、2016年10月 - 11月に45年ぶりに再放送された（サイドパネル付き・ニュープリント）。なお残りの映像はまだ提供されてないが、音楽之友社から発売された楽譜集「NHKみんなのうた 2」には、冒頭の「当時の映像」に1962年版が数カット掲載されている。

## その他
『ママとあそぼう!ピンポンパン』では、大野かおり（現：香菜）時代に取り上げられた。歌は大野とビッグ・マンモスのほか、人形劇コーナー「ブチャワンショー」のドラねこブチャ（声：富山敬）とワンダー・ワンタン（声：富田耕生）が担当、放送ではブチャとワンタンがアヒルのコスプレ姿で登場、そして「退化したアヒルが人間に追われる」場面の4番と5番の間奏には、ジャック・オッフェンバック作曲『天国と地獄』のワンフレーズが使用された。